# The Screen Behind the Mirror
The Screen Behind the Mirror is het vierde studioalbum van het Duitse muziekproject Enigma. Het album werd op 14 januari 2000 uitgebracht en telt 11 nummers. Wereldwijd is het album ruim 930.000 keer verkocht.

## Beschrijving
Het album bereikte de tweede plek in de hitlijsten in Noorwegen en Duitsland. In Nederland kwam het op de vierde plek in de Album Top 100, waar het goud ontving met 40.000 verkochte exemplaren.
Men prees het volwassen geluid dat Cretu liet horen, maar er was kritiek op het vele gebruik van gesamplede fragmenten van Carl Orffs Carmina Burana.
Er zijn twee singles uitgebracht: "Gravity of Love" en "Push the Limits" die respectievelijk in 1999 en 2000 verschenen.

## Nummers
Het album bevat de volgende nummers:
| 1.                 | The Gate                     | 2:04 |
| 2.                 | Push the Limits              | 6:26 |
| 3.                 | Gravity of Love              | 3:58 |
| 4.                 | Smell of Desire              | 4:57 |
| 5.                 | Modern Crusaders             | 3:50 |
| 6.                 | Traces (Light and Weight)    | 4:11 |
| 7.                 | The Screen Behind the Mirror | 3:58 |
| 8.                 | Endless Quest                | 3:06 |
| 9.                 | Camera Obscura               | 1:27 |
| 10.                | Between Mind & Heart         | 4:09 |
| 11.                | Silence Must Be Heard        | 5:19 |
| Totale duur: 43:25 |                              |      |

## Medewerkers
- Michael Cretu – muziek, productie, zang
- Sandra Cretu - zang
- Andru Donalds - zang
- Ruth-Ann Boyle - zang
- Elisabeth Houghton - zang
- Jens Gad - gitaren, muziek
- Fabrice Cuitad (als David Fairstein) - teksten